# پارناک، اندر
پارناک، اندر (به فرانسوی: Parnac) یک کمون در فرانسه است که در اندر واقع شده‌است. پارناک ۴۶٫۷۵ کیلومتر مربع مساحت و ۵۱۸ نفر جمعیت دارد و ۲۴۴ متر بالاتر از سطح دریا واقع شده‌است.